# باب گانسلر
باب گانسلر (انگلیسی: Bob Gansler؛ زادهٔ ۱ ژوئیهٔ ۱۹۴۱) بازیکن سابق و مربی فوتبال اهل ایالات متحده آمریکا است.
وی همچنین در تیم ملی فوتبال ایالات متحده آمریکا بازی کرده‌است.